# ویلیام ام. کاوانو
ویلیام ام. کاوانو (به انگلیسی: William M. Kavanaugh) سناتور سابق عضو حزب دموکرات ایالات متحده آمریکا بود. وی در سال ۱۹۱۳ میلادی سناتور ایالت آرکانزاس در سنای ایالات متحده آمریکا بود.